# Криворожские ведомости
Криворожские ведомости (ВЕК) — общественно-политический еженедельник, издававшийся в городе Кривой Рог.

## История
Издавался с февраля 1991 года как приложение к газете «Металлург» металлургического комбината «Криворожсталь».
С 1994 года — самостоятельное издание.
В 1999 году прекратил существование.

## Характеристика
Выходил в городе Кривой Рог Днепропетровской области на еженедельной основе на русском языке. Тираж 5—200 тысяч экземпляров. Распространялась в Днепропетровской области. Имела приложение бесплатных частных объявлений «Ярмарка».
В период существования как приложение к газете «Металлург» преимущественно публиковались материалы уголовной и правозащитной тематики. Как самостоятельное издание освещала общественно-политические, социальные, экономические, культурные проблемы региона и государства.
Главный редактор — О. Павлов (1991—1997), А. Шахов (1997—1999).